# Серая чайка
Се́рая ча́йка (лат. Leucophaeus modestus) — вид птиц средней величины из семейства чайковых (Laridae). Основной ареал гнездования расположен в пустыне Атакама на западе Южной Америки. Вне периода гнездования встречаются вдоль тихоокеанского побережья. Как и некоторые другие распространённые в субтропиках виды чаек, данный вид окрашен в (тёмно-)серые тона. Из-за внешнего сходства предполагалось родство серой чайки с обитающей в Нижней Калифорнии чайкой Хеерманна (Larus heermanni), однако это не подтвердил генетический анализ, проведённый в 2005 году. По его результатам предложено переместить серую чайку в род Leucophaeus.

## Описание
Длина тела серой чайки — около 45 см. Она весит от 360 до 400 г. У взрослых особей преимущественно свинцово-серое оперение, верхняя сторона тела всегда несколько темнее нижней. При брачном оперении голова светло-серая, при зимнем оперении — тёмно-серая. Клюв и ноги чёрного цвета, зрачки коричневые. Крылья тёмно-серые с чёрно-белыми обрамляющими перьями. На хвосте чёрная полоска с белым краем.

## Распространение
Серая чайка гнездится на севере Чили и, вероятно, в южном Перу. Местами её гнездования часто становятся безжизненные каменистые высокогорные пустыни, такие как Атакама. Они расположены в 35—100 км от побережья. Пищу серая чайка ищет на песчаных пляжах Тихого океана, избегая каменистых местностей. Её негнездовой ареал простирается от экватора до юга Чили.

## Поведение

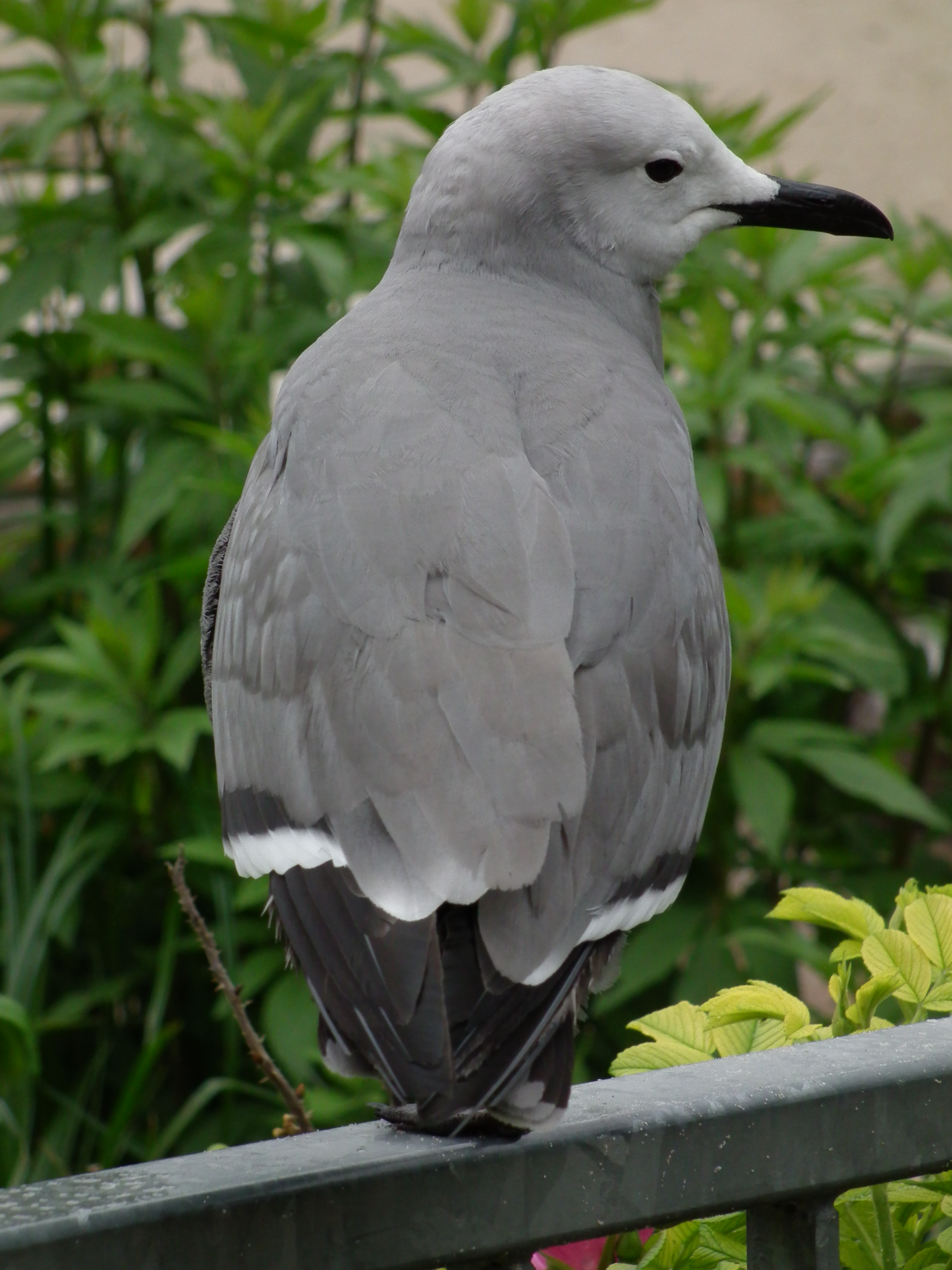
Серая чайка

К добыче серой чайки относится главным образом небольшой вид крабов Emerita analoga, за которым она охотится при отливе. Иногда она ныряет за рыбой или нереидами, последние часто используются как пища для потомства. Часто серую чайку можно встретить в портах и на море вблизи рыболовецких траулеров.
Серые чайки гнездятся в крупных колониях с плотностью до одного гнезда на квадратный метр. Период гнездования длится с сентября по январь, кладка яиц происходит в середине декабря. В годы феномена Эль-Ниньо этот вид не гнездится. Гнездо состоит из плоской ямки, расположенной нередко вблизи камня. В кладке от одного до трёх как правило бледных яиц с поверхностью, препятствующей испарению воды. Насиживание длится около месяца. В то время как один из родителей весь день проводит в гнезде, другой летит на побережье в поисках пищи. Как правило, за день совершается один полёт. Ночью оба партнёра меняются и на поиски пищи отправляется отдохнувшая особь. Вылупившиеся детёныши развиваются быстрей, чем детёныши других видов. Спустя 40 дней они покидает родное гнездо и отправляются на побережье.

## Угрозы
Численность серой чайки оценивается в сто тысяч гнездящихся пар, а сам вид согласно МСОП считается не вызывающим озабоченности («least concern»). Хотя популяция из-за массивного сбора яиц местным населением сокращается, предполагается, что в отдалённых регионах сохраняется достаточная численность серых чаек.